# Кулаков, Кирилл Денисович
Кирилл Денисович Кулаков (род. 20 июля 1969) — советский и российский военачальник. Заместитель командующего войсками Центрального военного округа по военно-политической работе с июня 2024 года, Генерал-лейтенант (2025).

## Биография
Родился 20 июля 1969 года в селе Новоандриановка Матвеево-Курганском районе Ростовской области.
Окончил Казанское суворовское военное училище, Казанское высшее танковое командное училище, Общевойсковую академию Вооружённых сил Российской Федерации. В 2016 году получил воинское звание «генерал-майор».
Военную службу проходил на должностях: командир танкового взвода, заместитель командира танковой роты, начальник штаба — заместитель командира танкового батальона, командир танкового батальона.
С 2004 года был преподавателем в Казанском высшем военном командном училище (военный институт), руководил кафедрами эксплуатации бронетанкового вооружения и техники, вооружения и стрельбы.
В 2007 году окончил Общевойсковую академию Вооружённых сил Российской Федерации по специальности «управление воинскими частями и соединениями».
С 2014 года служба в войсках. Командовал танковой и мотострелковой бригадами. 
С 2014 по 2017 год — командир 7-й отдельной гвардейской танковой Краснознаменной орденов Суворова, Кутузова и Александра Невского Оренбургской казачьей бригады (г. Чебаркуль).
С марта 2017 по июнь 2024 года — начальник Казанского высшего танкового командного училища.  
В оборонном ведомстве заявили: 

«С 3 сентября 2023 года командование российским миротворческим контингентом в Нагорном Карабахе возложено на генерал-майора Кулакова Кирилла Денисовича»— 
С июня 2024 года — заместитель командующего войсками Центрального военного округа по военно-политической работе.
Указом Президента РФ от 5 мая 2025 года присвоено воинское звание «генерал-лейтенант».

## Семья
Женат, воспитывает дочь.

## Знаки отличия
- Орден За заслуги перед Отечеством 4 степени
- Орден Мужества
- Орден Почёта (Россия)
- Медаль ордена «За заслуги перед Отечеством» 2 степени
- Медаль «За воинскую доблесть» (Минобороны) 1 степени

- Юбилейная медаль «60 лет Вооружённых Сил СССР»[6]
- Юбилейная медаль «70 лет Вооружённых Сил СССР»[7]
- Медаль «200 лет Министерству обороны»
- Медаль «За безупречную службу» I степени
- Медаль «За безупречную службу» II степени
- Медаль «За безупречную службу» III степени

- Медаль «За ратную доблесть» и др.